# Los Charos
Los Charos es una localidad de Trinidad y Tobago, que forma parte de la región de Siparia.

## Geografía
La localidad abarca parte de la isla Trinidad y limita al norte con Forest Reserve, al sur y oeste con Rancho Quemado y al este con Bennet Village y Palo Seco.

## Demografía
Datos demográficos de la localidad de Los Charos:
| Gráfica de evolución demográfica de Los Charos entre 2000 y 2011 |
|                                                                  |